# Aubrey Howard Ninnis
Aubrey Howard Ninnis (* 3. Juni 1883 in London; † 1. August 1956 in Dunedin) war ein britischer Ingenieur und Expeditionsteilnehmer, der zur Ross Sea Party der Endurance-Expedition (1914–1917) des britischen Polarforschers Ernest Shackleton gehörte.

## Leben
Ninnis wurde im Londoner Stadtteil St Pancras geboren. Sein Onkel Belgrave Ninnis nahm als Arzt an der britischen Arktisexpedition (1875–1876) unter George Nares teil; sein Cousin Belgrave Edward Sutton Ninnis war ein Mitglied der Australasiatischen Antarktisexpedition (1911–1914) unter Douglas Mawson.
Ninnis arbeitete sieben Jahre für die britische Admiralität, bevor er sich erfolgreich um eine Teilnahme an der Terra-Nova-Expedition (1910–1913) unter Robert Falcon Scott bewarb. Beim Zwischenaufenthalt der Terra Nova in Kapstadt verletzte er sich jedoch und musste vorzeitig nach Hause umkehren. Danach war er vier Jahre in Kanada tätig.
Am 18. September 1914 gehörte er zur elfköpfigen Mannschaft unter Joseph Stenhouse, die sich von dort auf der Ionic nach Australien begab, um sich mit den restlichen Männern der Ross Sea Party unter Aeneas Mackintosh zu treffen. Er war als Motoringenieur für die Forschungsreise vorgesehen. Als sich die Aurora im Mai 1915 bei der Überwinterung am Ufer der Ross-Insel im Sturm losgerissen hatte, war Ninnis an Bord. Er gehörte hierdurch zu demjenigen Mannschaftsteil, der die folgenden 283 Tage Drift des in einer Eisscholle eingeschlossenen Schiffs erlebte, bevor es notdürftig repariert am 3. April 1916 den Hafen von Port Chalmers in Neuseeland erreichte. Ninnis nahm auch als Fotograf und Zahlungsmeister an der Rettungsfahrt der Aurora unter John King Davis teil, bei der die sieben Überlebenden der Ross Sea Party im Januar 1917 von der Ross-Insel abgeholt wurden.
In der restlichen Zeit des Ersten Weltkriegs diente Ninnis bei der Royal Naval Volunteer Reserve (RNVR). Nach dem Krieg ließ er sich im neuseeländischen Dunedin nieder und heiratete 1925 Constance Brown. Ninnis starb 1956 im Alter von 73 Jahren.